# Arbeiter-Zeitung
L'Arbeiter-Zeitung (letteralmente Giornale dei lavoratori) è stato un quotidiano austriaco, organo del Partito Socialdemocratico d'Austria (SPÖ).
Il quotidiano è stato fondato nel 1889, ed ha subito una prima chiusura nel 1934, come conseguenza del Preußenschlag, il colpo di stato operato da Paul von Hindenburg e Franz von Papen due anni prima. È stato rilanciato nell'agosto 1945.
In seguito alle scarse vendite, il Partito Socialdemocratico ha ceduto la proprietà del quotidiano a dei privati nel 1990, ma il rilancio commerciale non ha avuto successo e la pubblicazione è ufficialmente cessata nell'ottobre 1991.